# Chinese Basketball Association 2007-08
La Chinese Basketball Association 2007-08 fue la decimotercera edición de la CBA, la primera división del baloncesto profesional de China. Los campeones fueron los Guangdong Southern Tigers, que lograba su cuarto título, derrotando en las finales a los Liaoning Dinosaurs.

## Política de jugadores extranjeros
Todos los equipos a excepción de los Bayi Rockets tenían la opción de contar con dos jugadores extranjeros. Los últimos cuatro de la temporada anterior (a excepción de Bayi) pudieron contratar además un jugador extra asiático.

## Temporada regular
| #  | Temporada 2007–08 de la CBA | Temporada 2007–08 de la CBA | Temporada 2007–08 de la CBA | Temporada 2007–08 de la CBA | Temporada 2007–08 de la CBA | Temporada 2007–08 de la CBA | Temporada 2007–08 de la CBA | Temporada 2007–08 de la CBA |
| #  | Equipo                      | G                           | P                           | %                           | PD                          | Casa                        | Fuera                       | Desempate                   |
| -- | --------------------------- | --------------------------- | --------------------------- | --------------------------- | --------------------------- | --------------------------- | --------------------------- | --------------------------- |
| 1  | Guangdong Southern Tigers   | 26                          | 4                           | .866                        | -                           | 14–1                        | 12–3                        |                             |
| 2  | Jiangsu Dragons             | 21                          | 9                           | .700                        | 5                           | 14–1                        | 7–8                         |                             |
| 3  | Shandong Lions              | 19                          | 11                          | .633                        | 7                           | 14–1                        | 7–8                         | SD 1-1(202-189) LN          |
| 4  | Liaoning Hunters            | 19                          | 11                          | .633                        | 7                           | 11–4                        | 8–7                         | SD 1-1(202-189) LN          |
| 5  | Dongguan Leopards           | 18                          | 12                          | .600                        | 8                           | 11–4                        | 7–8                         | DG 2-0 BY                   |
| 6  | Bayi Rockets                | 18                          | 12                          | .600                        | 8                           | 12–3                        | 6–9                         | DG 2-0 BY                   |
| 7  | Fujian Xunxing              | 17                          | 13                          | .566                        | 9                           | 11–4                        | 6–9                         |                             |
| 8  | Zhejiang Lions              | 15                          | 15                          | .500                        | 11                          | 10–5                        | 5–10                        | ZJ 1-1(181-175) BJ          |
|    |                             |                             |                             |                             |                             |                             |                             | ZJ 1-1(181-175) BJ          |
| 9  | Beijing Ducks               | 15                          | 15                          | .500                        | 11                          | 8–7                         | 7–8                         | ZJ 1-1(181-175) BJ          |
| 10 | Zhejiang Whirlwinds         | 12                          | 18                          | .400                        | 14                          | 9–6                         | 3–12                        |                             |
| 11 | Xinjiang Flying Tigers      | 11                          | 19                          | .366                        | 15                          | 5–10                        | 6–9                         |                             |
| 12 | Yunnan Bulls                | 8                           | 22                          | .266                        | 18                          | 6–9                         | 2–13                        | YN 1-1(240-238) SH          |
| 13 | Shanghai Sharks             | 8                           | 22                          | .266                        | 18                          | 4–11                        | 4–11                        | YN 1-1(240-238) SH          |
| 14 | Jilin Northeast Tigers      | 7                           | 23                          | .233                        | 19                          | 3–12                        | 4–11                        |                             |
| 15 | Shaanxi Kylins              | 6                           | 24                          | .200                        | 20                          | 6–9                         | 0–15                        |                             |
| 16 | Shanxi Zhongyu              | 5                           | 25                          | .166                        | 21                          | 5–10                        | 0–15                        |                             |

|  | Los 8 primeros acceden a los Playoffs |

## Playoffs
|  | Cuartos de final | Cuartos de final          | Cuartos de final |                    |   | Semifinales               | Semifinales   | Semifinales   |  |   | Finales                   | Finales       | Finales       |  |
|  | Al mejor de 5    | Al mejor de 5             | Al mejor de 5    |                    |   | Al mejor de 5             | Al mejor de 5 | Al mejor de 5 |  |   | Al mejor de 7             | Al mejor de 7 | Al mejor de 7 |  |
|  |                  |                           |                  |                    |   |                           |               |               |  |   |                           |               |               |  |
|  |                  |                           |                  |                    |   |                           |               |               |  |   |                           |               |               |  |
|  | 1                | Guangdong Southern Tigers | 3                |                    |   |                           |               |               |  |   |                           |               |               |  |
|  | 1                | Guangdong Southern Tigers | 3                |                    |   |                           |               |               |  |   |                           |               |               |  |
|  | 8                | Zhejiang Lions            | 0                |                    |   |                           |               |               |  |   |                           |               |               |  |
|  | 8                | Zhejiang Lions            | 0                |                    | 1 | Guangdong Southern Tigers | 3             |               |  |   |                           |               |               |  |
|  |                  |                           |                  |                    | 1 | Guangdong Southern Tigers | 3             |               |  |   |                           |               |               |  |
|  |                  |                           | 5                | Dongguan Leopards  | 0 |                           |               |               |  |   |                           |               |               |  |
|  | 3                | Shandong Lions            | 5                | Dongguan Leopards  | 0 | 0                         |               |               |  |   |                           |               |               |  |
|  | 3                | Shandong Lions            |                  |                    |   |                           |               |               |  |   |                           |               |               |  |
|  | 5                | Dongguan Leopards         | 3                |                    |   |                           |               |               |  |   |                           |               |               |  |
|  | 5                | Dongguan Leopards         | 3                |                    |   |                           |               |               |  | 1 | Guangdong Southern Tigers | 4             |               |  |
|  |                  |                           |                  |                    |   |                           |               |               |  | 1 | Guangdong Southern Tigers | 4             |               |  |
|  |                  |                           | 4                | Liaoning Dinosaurs | 1 |                           |               |               |  |   |                           |               |               |  |
|  | 4                | Liaoning Dinosaurs        | 4                | Liaoning Dinosaurs | 1 | 3                         |               |               |  |   |                           |               |               |  |
|  | 4                | Liaoning Dinosaurs        |                  |                    |   |                           |               |               |  |   |                           |               |               |  |
|  | 6                | Bayi Rockets              | 1                |                    |   |                           |               |               |  |   |                           |               |               |  |
|  | 6                | Bayi Rockets              | 1                |                    | 4 | Liaoning Dinosaurs        | 3             |               |  |   |                           |               |               |  |
|  |                  |                           |                  |                    | 4 | Liaoning Dinosaurs        | 3             |               |  |   |                           |               |               |  |
|  |                  |                           | 2                | Jiangsu Dragons    | 1 |                           |               |               |  |   |                           |               |               |  |
|  | 2                | Jiangsu Dragons           | 2                | Jiangsu Dragons    | 1 | 3                         |               |               |  |   |                           |               |               |  |
|  | 2                | Jiangsu Dragons           |                  |                    |   |                           |               |               |  |   |                           |               |               |  |
|  | 7                | Fujian Xunxing            | 2                |                    |   |                           |               |               |  |   |                           |               |               |  |
|  | 7                | Fujian Xunxing            | 2                |                    |   |                           |               |               |  |   |                           |               |               |  |
|  |                  |                           |                  |                    |   |                           |               |               |  |   |                           |               |               |  |